# Bianka Pap
Bianka Pap (Szigetvár, 7 febbraio 2000) è una nuotatrice paralimpica ungherese.

## Carriera
Pap ha rappresentato la nazionale ungherese per la prima volta ai Campionati europei di nuoto del 2014 dove ha vinto la medaglia di bronzo nei 100 metri dorso femminili  classe S10.
Due anni più tardi ha gareggiato alle Paralimpiadi estive del 2016 dove ha vinto una medaglia d'argento nei 100 metri dorso classeS10 e una di bronzo nei 200 metri misti individuali classe SM10.
Ai Campionati europei di nuoto paralimpico del 2018 ha vinto una medaglia d'oro nei 100 metri dorso femminili classe S10, una medaglia d'argento nei 400 metri stile libero femminili classe S10 e una medaglia di bronzo nei 200 metri misti individuali classe S10 femminili.

## Palmarès

### Giochi paralimpici
| Anno | Manifestazione                 | Sede           | Evento                            | Risultato | Note |
| ---- | ------------------------------ | -------------- | --------------------------------- | --------- | ---- |
| 2016 | XV Giochi paralimpici estivi   | Rio de Janeiro | 100 metri dorso classe S10        | Argento   |      |
| 2016 | XV Giochi paralimpici estivi   | Rio de Janeiro | 200 metri misto classe SM10       | Bronzo    |      |
| 2021 | XVI Giochi paralimpici estivi  | Tokyo          | 100 metri dorso classe S10        | Oro       |      |
| 2021 | XVI Giochi paralimpici estivi  | Tokyo          | 200 metri misto classe SM10       | Argento   |      |
| 2021 | XVI Giochi paralimpici estivi  | Tokyo          | 400 metri stile libero classe S10 | Argento   |      |
| 2024 | XVII Giochi paralimpici estivi | Parigi         | 400 metri stile libero classe S10 | Bronzo    |      |
| 2024 | XVII Giochi paralimpici estivi | Parigi         | 100 metri dorso classe S10        | Oro       |      |
| 2024 | XVII Giochi paralimpici estivi | Parigi         | 200 metri misti classe SM10       | Argento   |      |

### Mondiali
| Anno | Manifestazione               | Sede       | Evento                            | Risultato | Note |
| ---- | ---------------------------- | ---------- | --------------------------------- | --------- | ---- |
| 2022 | Campionati mondiali di nuoto | Madeira    | 400 metri stile libero classe S10 | Oro       |      |
| 2022 | Campionati mondiali di nuoto | Madeira    | 100 metri dorso classe S10        | Oro       |      |
| 2022 | Campionati mondiali di nuoto | Madeira    | 100 metri stile libero classe S10 | Argento   |      |
| 2023 | Campionati mondiali di nuoto | Manchester | 400 metri stile libero classe S10 | Oro       |      |
| 2023 | Campionati mondiali di nuoto | Manchester | 200 metri misto classe SM10       | Oro       |      |
| 2023 | Campionati mondiali di nuoto | Manchester | 100 metri dorso classe S10        | Oro       |      |
| 2023 | Campionati mondiali di nuoto | Manchester | 100 metri stile libero classe S10 | Bronzo    |      |

### Europei
| Anno | Manifestazione              | Sede      | Evento                                        | Risultato | Note |
| ---- | --------------------------- | --------- | --------------------------------------------- | --------- | ---- |
| 2014 | Campionati europei di nuoto | Eindhoven | 100 metri dorso classe S10                    | Bronzo    |      |
| 2016 | Campionati europei di nuoto | Funchal   | 100 metri dorso classe S10                    | Oro       |      |
| 2016 | Campionati europei di nuoto | Funchal   | 200 metri misto classe SM10                   | Bronzo    |      |
| 2016 | Campionati europei di nuoto | Funchal   | Staffetta 4x100 metri stile libero - 34 punti | Bronzo    |      |
| 2016 | Campionati europei di nuoto | Funchal   | Staffetta 4x100 metri misto - 34 punti        | Bronzo    |      |